# Stay Gold
Stay Gold è il terzo album in studio del gruppo musicale svedese First Aid Kit, pubblicato nel giugno 2014 dalla Columbia Records.

## Tracce
1. My Silver Lining – 3:35
2. Master Pretender – 3:47
3. Stay Gold – 4:11
4. Cedar Lane – 4:43
5. Shattered & Hollow – 4:04
6. The Bell – 3:28
7. Waitress Song – 4:04
8. Fleeting One – 3:14
9. Heaven Knows – 3:18
10. A Long Time Ago – 4:01

## Formazione
- Klara Söderberg – voce, chitarra
- Johanna Söderberg – voce, tastiera, autoharp